# Vayres-sur-Essonne
Pour les articles homonymes, voir Vayres.
Vayres-sur-Essonne (prononcé [vɛʁ syʁ esɔn] ) est une commune française située à quarante-sept kilomètres au sud de Paris dans le département de l'Essonne en région Île-de-France.
Ses habitants sont appelés les Vayrois.

## Géographie

### Situation
| Type d’occupation           | Pourcentage | Superficie (en hectares) |
| --------------------------- | ----------- | ------------------------ |
| Espace urbain construit     | 4,6 %       | 38,25                    |
| Espace urbain non construit | 2,2 %       | 18,09                    |
| Espace rural                | 93,3 %      | 780,59                   |
| Source : Iaurif             |             |                          |

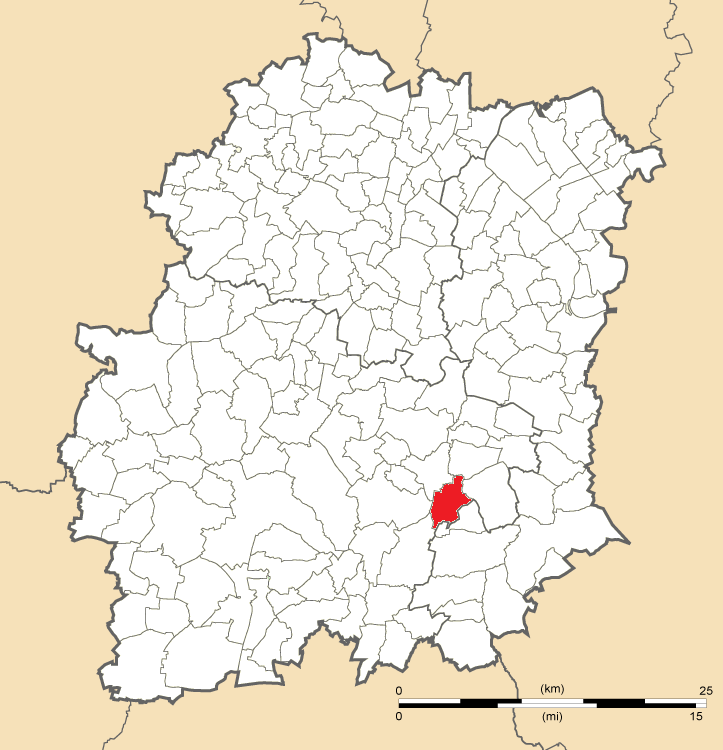
Position de Vayres-sur-Essonne en Essonne.

Vayres-sur-Essonne est située à quarante-sept kilomètres au sud de Paris-Notre-Dame, point zéro des routes de France, vingt-trois kilomètres au sud-ouest d'Évry, quatorze kilomètres à l'est d'Étampes, cinq kilomètres au sud de La Ferté-Alais, neuf kilomètres au nord-ouest de Milly-la-Forêt, dix-neuf kilomètres au sud-est d'Arpajon, vingt-et-un kilomètres au sud-ouest de Corbeil-Essonnes, vingt-trois kilomètres au sud-est de Montlhéry, vingt-sept kilomètres au sud-est de Dourdan, trente-deux kilomètres au sud-est de Palaiseau.

### Hydraulique
La commune est traversée par la rivière l'Essonne.

### Climat
Pour des articles plus généraux, voir Climat de l'Île-de-France et Climat de l'Essonne.
En 2010, le climat de la commune est de type climat océanique dégradé des plaines du Centre et du Nord, selon une étude du CNRS s'appuyant sur une série de données couvrant la période 1971-2000. En 2020, Météo-France publie une typologie des climats de la France métropolitaine dans laquelle la commune est exposée à un climat océanique altéré et est dans la région climatique Sud-ouest du bassin Parisien, caractérisée par une faible pluviométrie, notamment au printemps (120 à 150 mm) et un hiver froid (3,5 °C). 
Pour la période 1971-2000, la température annuelle moyenne est de 11,4 °C, avec une amplitude thermique annuelle de 15,5 °C. Le cumul annuel moyen de précipitations est de 661 mm, avec 11,3 jours de précipitations en janvier et 7,7 jours en juillet. Pour la période 1991-2020, la température moyenne annuelle observée sur la station météorologique la plus proche, située sur la commune de Courdimanche-sur-Essonne à 2 km à vol d'oiseau, est de 11,6 °C et le cumul annuel moyen de précipitations est de 594,8 mm,. Pour l'avenir, les paramètres climatiques de la commune estimés pour 2050 selon différents scénarios d'émission de gaz à effet de serre sont consultables sur un site dédié publié par Météo-France en novembre 2022.
| Mois                                  | jan.           | fév.           | mars           | avril         | mai           | juin          | jui.           | août          | sep.           | oct.          | nov.             | déc.            | année      |
| ------------------------------------- | -------------- | -------------- | -------------- | ------------- | ------------- | ------------- | -------------- | ------------- | -------------- | ------------- | ---------------- | --------------- | ---------- |
| Température minimale moyenne (°C)     | 1,4            | 1              | 2,8            | 4,7           | 8,4           | 11,5          | 13,4           | 13            | 9,8            | 7,6           | 4,1              | 1,9             | 6,6        |
| Température moyenne (°C)              | 4,3            | 4,8            | 7,8            | 10,5          | 14,1          | 17,5          | 19,8           | 19,5          | 15,9           | 12,1          | 7,5              | 4,8             | 11,6       |
| Température maximale moyenne (°C)     | 7,2            | 8,5            | 12,8           | 16,2          | 19,7          | 23,4          | 26,3           | 26            | 21,9           | 16,7          | 11               | 7,7             | 16,4       |
| Record de froid (°C) date du record   | −14,6 08.01.10 | −13,2 07.02.12 | −12,4 01.03.05 | −6,4 06.04.21 | −2,1 06.05.19 | 0,5 01.06.06  | 4,8 04.07.1990 | 3,6 26.08.18  | 0,3 30.09.1995 | −3,9 21.10.10 | −11,5 24.11.1998 | −10,5 19.12.09  | −14,6 2010 |
| Record de chaleur (°C) date du record | 15,8 27.01.03  | 21,2 27.02.19  | 25,4 31.03.21  | 28,9 20.04.18 | 32,5 28.05.17 | 38,1 18.06.22 | 42,1 25.07.19  | 40,5 12.08.03 | 35,7 09.09.23  | 29,3 02.10.23 | 22,1 07.11.15    | 17,3 16.12.1989 | 42,1 2019  |
| Précipitations (mm)                   | 44,6           | 42,1           | 43,5           | 43,2          | 62,4          | 56,2          | 47,4           | 49,1          | 45,7           | 54,7          | 50,8             | 55,1            | 594,8      |

### Voies de communication et transports

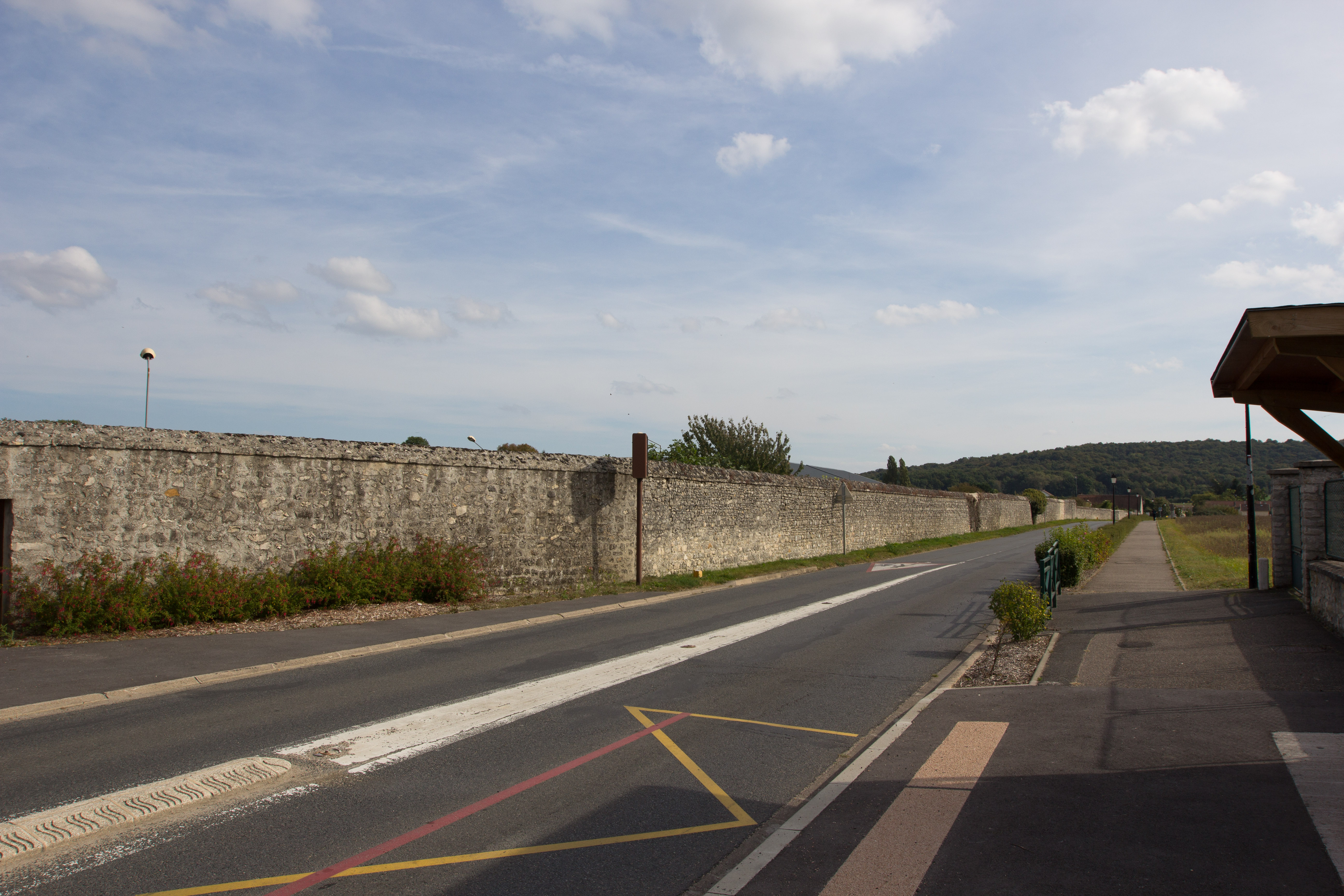
La sortie Sud de Vayres-sur-Essonne par la D 449 en direction de Courdimanche-sur-Essonne.

Le sentier de grande randonnée GR 1 traverse le village et territoire de la commune. Il se prolonge à D'Huison-Longueville à l'ouest et à Boutigny-sur-Essonne à l'est.
La ligne de bus 4305 du réseau de bus Essonne Sud Est dessert la commune.

## Urbanisme

### Typologie
Au 1er janvier 2024, Vayres-sur-Essonne est catégorisée bourg rural, selon la nouvelle grille communale de densité à sept niveaux définie par l'Insee en 2022.
Elle appartient à l'unité urbaine de Boutigny-sur-Essonne, une agglomération intra-départementale regroupant quatre  communes, dont elle est une commune de la banlieue,,. Par ailleurs la commune fait partie de l'aire d'attraction de Paris, dont elle est une commune de la couronne,. Cette aire regroupe 1 929 communes,.

## Toponymie
Le lieu fut précédemment appelé Vaires, Veres et Vayres-en-Hurepoix.
La commune fut créée en 1793 sous le simple nom de Vaire, le nom actuel fut introduit en 1931.

## Histoire
Vayres-sur-Essonne a été libérée le 22 août 1944.

## Population et société

### Démographie

#### Évolution démographique
L'évolution du nombre d'habitants est connue à travers les recensements de la population effectués dans la commune depuis 1793. Pour les communes de moins de 10 000 habitants, une enquête de recensement portant sur toute la population est réalisée tous les cinq ans, les populations de référence des années intermédiaires étant quant à elles estimées par interpolation ou extrapolation. Pour la commune, le premier recensement exhaustif entrant dans le cadre du nouveau dispositif a été réalisé en 2007.

En 2022, la commune comptait 974 habitants, en évolution de +5,75 % par rapport à 2016 (Essonne : +2,89 %, France hors Mayotte : +2,11 %).
| 1793 | 1800 | 1806 | 1821 | 1831 | 1836 | 1841 | 1846 | 1851 |
| ---- | ---- | ---- | ---- | ---- | ---- | ---- | ---- | ---- |
| 231  | 255  | 260  | 269  | 304  | 329  | 300  | 311  | 304  |

| 1856 | 1861 | 1866 | 1872 | 1876 | 1881 | 1886 | 1891 | 1896 |
| ---- | ---- | ---- | ---- | ---- | ---- | ---- | ---- | ---- |
| 300  | 302  | 303  | 280  | 265  | 280  | 286  | 337  | 298  |

| 1901 | 1906 | 1911 | 1921 | 1926 | 1931 | 1936 | 1946 | 1954 |
| ---- | ---- | ---- | ---- | ---- | ---- | ---- | ---- | ---- |
| 334  | 296  | 288  | 285  | 295  | 350  | 331  | 296  | 258  |

| 1962 | 1968 | 1975 | 1982 | 1990 | 1999 | 2006 | 2007 | 2012 |
| ---- | ---- | ---- | ---- | ---- | ---- | ---- | ---- | ---- |
| 280  | 351  | 455  | 578  | 767  | 810  | 891  | 900  | 893  |

| 2017 | 2022 | - | - | - | - | - | - | - |
| ---- | ---- | - | - | - | - | - | - | - |
| 929  | 974  | - | - | - | - | - | - | - |

#### Pyramide des âges
En 2018, le taux de personnes d'un âge inférieur à 30 ans s'élève à 36,0 %, soit en dessous de la moyenne départementale (39,9 %). À l'inverse, le taux de personnes d'âge supérieur à 60 ans est de 24,0 % la même année, alors qu'il est de 20,1 % au niveau départemental.
En 2018, la commune comptait 473 hommes pour 472 femmes, soit un taux de 50,05 % d'hommes, légèrement supérieur au taux départemental (48,98 %).
Les pyramides des âges de la commune et du département s'établissent comme suit.
| Hommes | Classe d’âge | Femmes |
| ------ | ------------ | ------ |
| 0,4    | 90 ou +      | 1,1    |
| 4,5    | 75-89 ans    | 5,6    |
| 17,9   | 60-74 ans    | 18,4   |
| 23,1   | 45-59 ans    | 24,4   |
| 17,6   | 30-44 ans    | 14,8   |
| 21,6   | 15-29 ans    | 17,4   |
| 14,8   | 0-14 ans     | 18,3   |

| Hommes | Classe d’âge | Femmes |
| ------ | ------------ | ------ |
| 0,5    | 90 ou +      | 1,4    |
| 5,4    | 75-89 ans    | 7,2    |
| 12,9   | 60-74 ans    | 13,9   |
| 20     | 45-59 ans    | 19,4   |
| 19,9   | 30-44 ans    | 20,1   |
| 20     | 15-29 ans    | 18,2   |
| 21,3   | 0-14 ans     | 19,8   |

## Politique et administration

### Politique locale

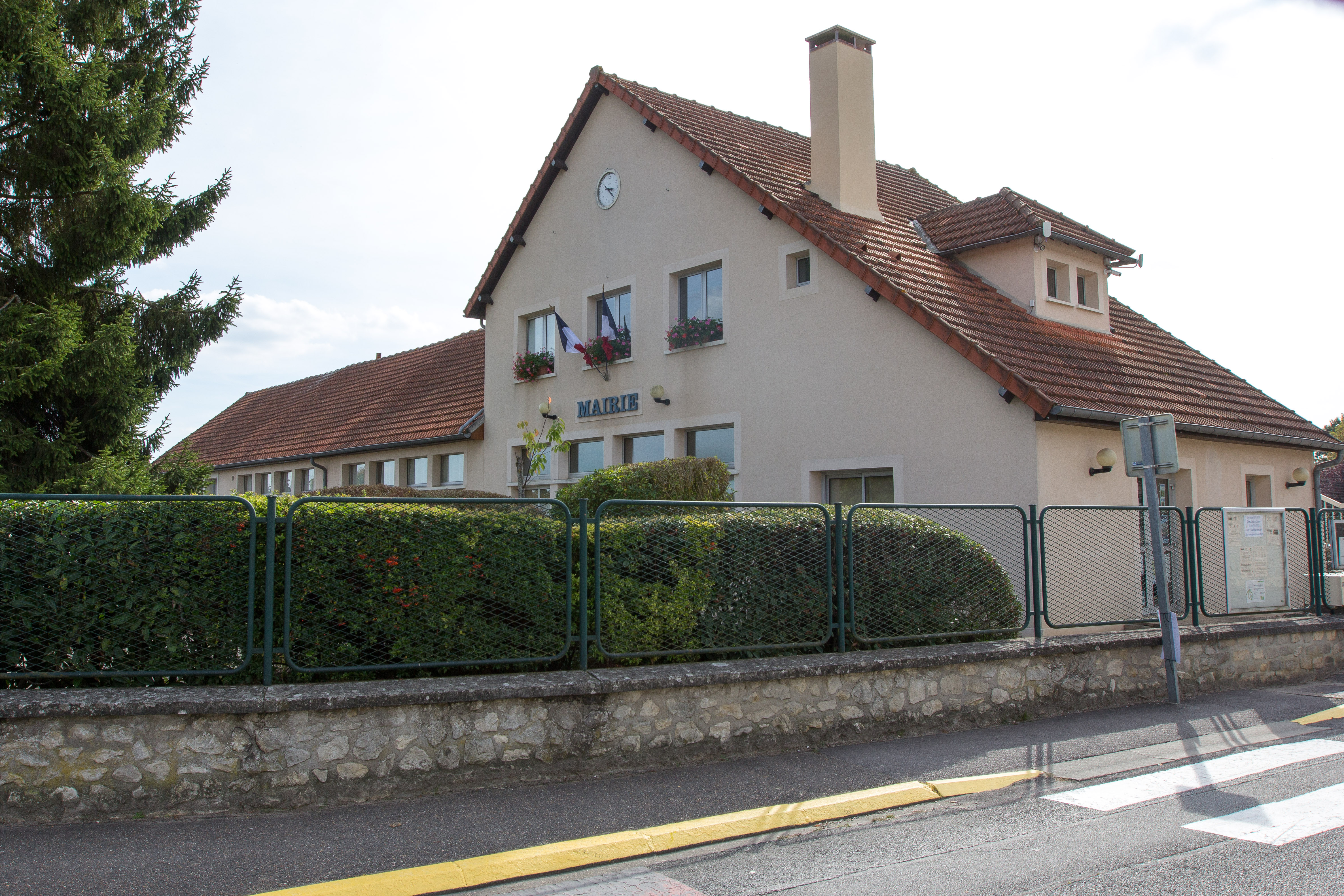
L'hôtel de ville.

La commune de Vayres-sur-Essonne est rattachée au canton d'Étampes, représenté par les conseillers départementaux Marie-Claire Chambaret (DVD) et Guy Crosnier (UMP), à l'arrondissement d’Étampes et à la deuxième circonscription de l'Essonne, représentée par le député Franck Marlin (UMP).
L'Insee attribue à la commune le code 91 1 11 639. La commune de Vayres-sur-Essonne est enregistrée au répertoire des entreprises sous le code SIREN 219 106 390. Son activité est enregistrée sous le code APE 8411Z.

### Tendances et résultats politiques
Élections présidentielles, résultats des deuxièmes tours :
- Élection présidentielle de 2002 : 80,63 % pour Jacques Chirac (RPR), 19,37 % pour Jean-Marie Le Pen (FN), 83,07 % de participation[37].
- Élection présidentielle de 2007 : 56,75 % pour Nicolas Sarkozy (UMP), 43,25 % pour Ségolène Royal (PS), 88,44 % de participation[38].
- Élection présidentielle de 2012 : 53,08 % pour Nicolas Sarkozy (UMP), 46,92 % pour François Hollande (PS), 82,13 % de participation[39].
- Élection présidentielle de 2017 : 54,32 % pour Emmanuel Macron (LREM), 45,68 % pour Marine Le Pen (FN), 79,21 % de participation[40].

Élections législatives, résultats des deuxièmes tours :
- Élections législatives de 2002 : 51,36 % pour Franck Marlin (UMP), 48,64 % pour Gérard Lefranc (PCF), 58,83 % de participation[41].
- Élections législatives de 2007 : 49,88 % pour Franck Marlin (UMP) élu au premier tour, 20,20 % pour Marie-Agnès Labarre (PS), 61,72 % de participation[42].
- Élections législatives de 2012 : 58,40 % pour Franck Marlin (UMP), 41,60 % pour Béatrice Pèrié (PS), 57,19 % de participation[43].

Élections européennes, résultats des deux meilleurs scores :
- Élections européennes de 2004 : 26,62 % pour Harlem Désir (PS), 13,31 % pour Patrick Gaubert (UMP), 45,26 % de participation[44].
- Élections européennes de 2009 : 25,00 % pour Michel Barnier (UMP), 19,35 % pour Daniel Cohn-Bendit (Europe Écologie), 39,01 % de participation[45].

Élections régionales, résultats des deux meilleurs scores :
- Élections régionales de 2004 : 50,91 % pour Jean-Paul Huchon (PS), 34,20 % pour Jean-François Copé (UMP), 67,06 % de participation[46].
- Élections régionales de 2010 : 55,07 % pour Jean-Paul Huchon (PS), 44,93 % pour Valérie Pécresse (UMP), 48,02 % de participation[47].

Élections cantonales, résultats des deuxièmes tours :
- Élections cantonales de 2001 : données manquantes.
- Élections cantonales de 2008 : 53,82 % pour Guy Gauthier (UMP), 46,18 % pour Élisabeth Blond (PS), 45,07 % de participation[48].

Élections municipales, résultats des deuxièmes tours :
- Élections municipales de 2001 : données manquantes.
- Élections municipales de 2008 : 307 voix pour Jean-Marc Chailloux (?), 305 voix pour Philippe Ambiaud (?), 65,08 % de participation[49].

Référendums :
- Référendum de 2000 relatif au quinquennat présidentiel : 81,70 % pour le Oui, 18,30 % pour le Non, 32,96 % de participation[50].
- Référendum de 2005 relatif au traité établissant une Constitution pour l'Europe : 58,24 % pour le Non, 41,76 % pour le Oui, 71,45 % de participation[51].

### Enseignement

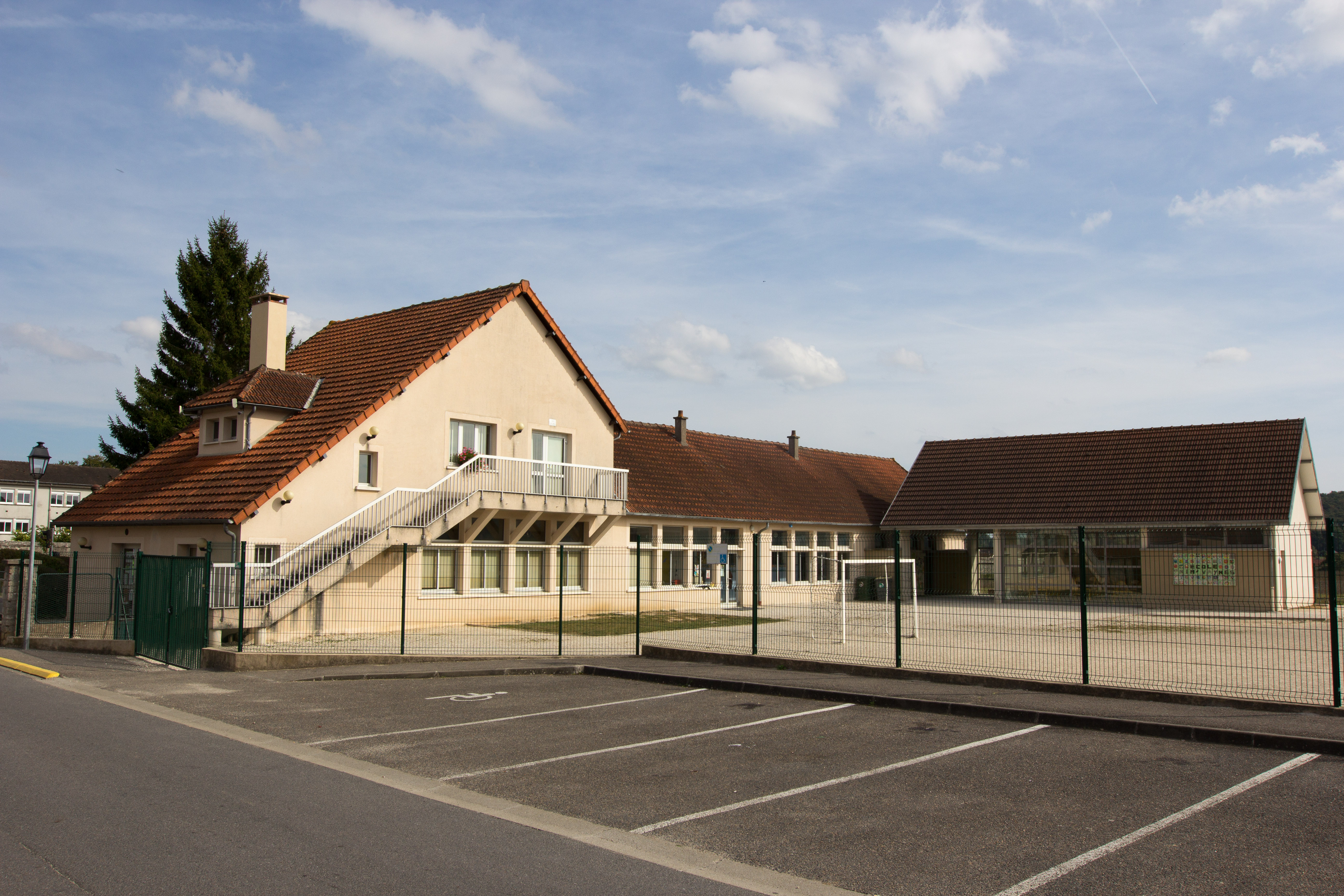
L'école élémentaire.

Les élèves de Vayres-sur-Essonne sont rattachés à l'académie de Versailles. Elle dispose sur son territoire de l'école maternelle des Écureuils et de l'école élémentaire des Prim'Vayres.

### Jumelages
La commune de Vayres-sur-Essonne n'a développé aucune association de jumelage.

## Vie quotidienne à Vayres-sur-Essonne

### Lieux de culte
La paroisse catholique de Vayres-sur-Essonne est rattachée au secteur pastoral de Milly-la-Forêt et au diocèse d'Évry-Corbeil-Essonnes. Elle dispose de l'église Saint-Martin.

### Médias
L'hebdomadaire Le Républicain relate les informations locales. La commune est en outre dans le bassin d'émission des chaînes de télévision France 3 Paris Île-de-France Centre, IDF1 et Téléssonne intégré à Télif.

## Économie

### Emplois, revenus et niveau de vie
En 2006, le revenu fiscal médian par ménage était de 22 343 €, ce qui plaçait la commune au 1 243e rang parmi les 30 687 communes de plus de cinquante ménages que compte le pays et au cent quatorzième rang départemental.
| Répartition des emplois par catégories socioprofessionnelles en 2006. |              |                                           |                                                   |                            |                          |                           |
|                                                                       | Agriculteurs | Artisans, commerçants, chefs d’entreprise | Cadres et professions intellectuelles supérieures | Professions intermédiaires | Employés                 | Ouvriers                  |
| Vayres-sur-Essonne                                                    | -            | -                                         | -                                                 | -                          | -                        | -                         |
| Zone d’emploi d’Évry                                                  | 0,3 %        | 4,0 %                                     | 20,2 %                                            | 29,6 %                     | 28,2 %                   | 17,7 %                    |
| Moyenne nationale                                                     | 2,2 %        | 6,0 %                                     | 15,4 %                                            | 24,6 %                     | 28,7 %                   | 23,2 %                    |
| Répartition des emplois par secteurs d’activités en 2006.             |              |                                           |                                                   |                            |                          |                           |
|                                                                       | Agriculture  | Industrie                                 | Construction                                      | Commerce                   | Services aux entreprises | Services aux particuliers |
| Vayres-sur-Essonne                                                    | -            | -                                         | -                                                 | -                          | -                        | -                         |
| Zone d’emploi d’Évry                                                  | 0,9 %        | 13,5 %                                    | 5,4 %                                             | 14,6 %                     | 16,2 %                   | 6,9 %                     |
| Moyenne nationale                                                     | 3,5 %        | 15,2 %                                    | 6,4 %                                             | 13,3 %                     | 13,3 %                   | 7,6 %                     |
| Sources : Insee,                                                      |              |                                           |                                                   |                            |                          |                           |

## Culture locale et patrimoine

### Patrimoine environnemental
Les berges de l'Essonne, les marais et quelques bosquets boisés ont été recensés au titre des espaces naturels sensibles par le conseil général de l'Essonne.

### Patrimoine architectural
- L'église Saint-Martin, dédiée à Martin de Tours, date du XIIIe siècle. Elle est achevée par Philippe 1er de Vaires qui y est inhumé. L'église est remaniée au XVIIe siècle puis au XIXe siècle. L'église contient trois dalles funéraires des anciens seigneurs de Vayres[59].
- Le château de Vayres-sur-Essonne date de 1920. Il est construit sur l'emplacement d'un ancien château édifié par Olivier Le Daim au XIVe siècle, brûlé en 1538 puis reconstruit par Jean Huault. L'actuel château a été utilisé comme collège privé, il abrite maintenant un Institut médico-pédagogique professionnel[60]. Le site du château (le canal de jardin, la serre, le pigeonnier, la glacière, la clôture de jardin et le bassin) fait l'objet d'une étude en vue de son classement au titre des monuments historiques depuis 1995[61].

### Personnalités liées à la commune
- Roger Bailly, historien local de l'Essonne

### Héraldique
| Blason de Vayres-sur-Essonne. | Les armes de Vayres-sur-Essonne se blasonnent : Burelé de sable et d'or de seize pièces au chevron ondé d'argent accompagné de trois bottes de cresson de sinople, le tout brochant. |